# Bogdan Ovsjannikov
Bogdan Igorevič Ovsjannikov (in russo Богдан Игоревич Овсянников?; Nižnij Novgorod, 5 gennaio 1999) è un calciatore russo, portiere del Kryl'ja Sovetov Samara.

## Carriera

### Club
Cresciuto nel settore giovanile del Kryl'ja Sovetov Samara, debutta in prima squadra il 25 settembre 2019, in occasione dell'incontro di Kubok Rossii perso per 2-0 contro la Torpedo Mosca. Dopo aver contribuito alla vittoria del campionato cadetto al termine della stagione 2020-2021,  il 14 maggio 2022 ha esordito in Prem'er-Liga, disputando l'incontro perso per 1-0 contro l'Achmat Groznyj.

### Nazionale
Nel 2018 ha giocato una partita con la nazionale russa Under-20.

## Statistiche

### Presenze e reti nei club
Statistiche aggiornate al 26 novembre 2022.
| Stagione                      | Squadra                       | Campionato                    | Campionato | Campionato | Coppe nazionali | Coppe nazionali | Coppe nazionali | Coppe continentali | Coppe continentali | Coppe continentali | Altre coppe | Altre coppe | Altre coppe | Totale | Totale |
| Stagione                      | Squadra                       | Comp                          | Pres       | Reti       | Comp            | Pres            | Reti            | Comp               | Pres               | Reti               | Comp        | Pres        | Reti        | Pres   | Reti   |
| ----------------------------- | ----------------------------- | ----------------------------- | ---------- | ---------- | --------------- | --------------- | --------------- | ------------------ | ------------------ | ------------------ | ----------- | ----------- | ----------- | ------ | ------ |
| 2017-2018                     | Kryl'ja Sovetov-2             | 2D                            | 2          | -5         |                 | -               | -               |                    | -                  | -                  |             | -           | -           | 2      | -5     |
| 2020-2021                     | Kryl'ja Sovetov-2             | 2D                            | 8          | -21        |                 | -               | -               |                    | -                  | -                  |             | -           | -           | 8      | -21    |
| Totale Kryl'ja Sovetov-2      | Totale Kryl'ja Sovetov-2      | Totale Kryl'ja Sovetov-2      | 10         | -26        |                 | -               | -               |                    | -                  | -                  |             | -           | -           | 10     | -26    |
| 2019-2020                     | Kryl'ja Sovetov Samara        | PL                            | -          | -          | CR              | 1               | -2              |                    | -                  | -                  |             | -           | -           | 1      | -2     |
| 2020-2021                     | Kryl'ja Sovetov Samara        | 1D                            | 9          | -2         | CR              | 2               | -1              |                    | -                  | -                  |             | -           | -           | 11     | -3     |
| 2021-2022                     | Kryl'ja Sovetov Samara        | PL                            | 2          | -2         | CR              | 2               | -1              |                    | -                  | -                  |             | -           | -           | 4      | -3     |
| 2022-2023                     | Kryl'ja Sovetov Samara        | PL                            | 5          | -6         | CR              | 4               | -3              |                    | -                  | -                  |             | -           | -           | 9      | -9     |
| Totale Kryl'ja Sovetov Samara | Totale Kryl'ja Sovetov Samara | Totale Kryl'ja Sovetov Samara | 16         | -10        |                 | 9               | -7              |                    | -                  | -                  |             | -           | -           | 25     | -17    |
| Totale carriera               | Totale carriera               | Totale carriera               | 26         | -36        |                 | 9               | -7              |                    | -                  | -                  |             | -           | -           | 35     | -43    |

## Palmarès

### Club

#### Competizioni nazionali
- Pervenstvo Futbol'noj Nacional'noj Ligi: 1

Kryl'ja Sovetov Samara: 2020-2021